# ファイティング☆ヒーロー
「ファイティング☆ヒーロー」は、小野恵令奈の5枚目のシングル。2013年5月29日にワーナーミュージック・ジャパンから発売された。
また、2013年6月19日発売の1stアルバム「ERENA」の通常盤に収録されている。
MBS・TBS系列深夜ドラマ「タンクトップファイター」主題歌。

## 概要
通常盤、初回限定盤A、初回限定盤B、初回限定盤Cの4形態で発売。
MUSICビデオは、オリジナルver.と自らが主演を務めた深夜ドラマ「タンクトップファイター」のドラマver.が制作された。

## 収録曲

### 通常盤
CD
1. ファイティング☆ヒーロー
  - 作詞：飯岡隆志、作曲：長阪浩成　編曲：賀佐泰洋
2. ファイティング☆ヒーロー（off vocal ver.）

### 初回限定盤A
CD
1. ファイティング☆ヒーロー
2. 天使のヒミツ
  - 作詞：花衣、作曲：o-saka　編曲：SCUDERIA☆180
3. ファイティング☆ヒーロー（off vocal ver.）
4. 天使のヒミツ（off vocal ver.）

DVD
1. ファイティング☆ヒーロー MUSIC VIDEO（original ver.）
2. ファイティング☆ヒーロー MAKING

### 初回限定盤B
CD
1. ファイティング☆ヒーロー
2. ハッピーチューン
  - 作詞：Last Note.、作曲・編曲：Last Note.
3. ファイティング☆ヒーロー（off vocal ver.）
4. ハッピーチューン（off vocal ver.）

DVD
1. ジャケットオフショット

### 初回限定盤C
CD
1. ファイティング☆ヒーロー
2. 待っていたの
  - 作詞：MARICO、作曲：SCUDERIA☆180、編曲：SCUDERIA☆180
3. ファイティング☆ヒーロー （off vocal ver.）
4. 待っていたの （off vocal ver.）

DVD
1. レコーディングオフショット